# 펠리온나무
펠리온나무는 한반도 중부 이남의 산골짜기 습지에 나는 낙엽관목이다. 밑부분은 목질이고, 윗부분은 연질로 높이는 20~40cm이다. 전체가 검은 청록색이며 줄기에 회색의 짧은 털이 밀생한다. 잎은 줄기 윗부분에서 어긋나며 일그러진 피침형, 긴 타원형이며 길이 6~10cm이다. 상반부의 가장자리에 몇 개의 톱니가 있고 끝이 뾰족하며, 표면이 우글쭈글하고, 뒷면 맥위에 짧은 털이 나며, 잎자루는 없다. 꽃은 황록색으로 암수딴그루로 암꽃이삭은 잎겨드랑이에 모여 달리고, 수꽃이삭은 줄기 윗부분의 잎겨드랑이에 달린다.